# Sergio Zavoli
Sergio Wolmar Zavoli, né le 21 septembre 1923 à Ravenne et mort le 4 août 2020 à Rome, est un journaliste, écrivain et homme politique italien.

## Biographie
Né le 21 septembre 1923 à Ravenne, Sergio Zavoli rejoint la Rai en 1947 en tant que journaliste radio.
En 1981 il obtient le prix Bancarella pour Socialista di Dio.
Le 17 mai 2001 il devient sénateur.
Sergio Zavoli décède le 6 août 2020.